# António Florêncio de Sousa Pinto
António Florêncio de Sousa Pinto (Abrantes, 27 de fevereiro de 1818 — Lisboa, 18 de fevereiro de 1890) foi um oficial general de Artilharia do Exército Português político, que se destacou como escritor de assuntos militares e como político. Entre outros cargos de relevo, foi Ministro da Guerra no 1.º governo do Rotativismo, em funções de 5 de março de 1877 a 29 de janeiro de 1878.

## Biografia
António Florêncio de Sousa Pinto nasceu em Abrantes, filho do major de Artilharia que, como ele, se chamava também António Florêncio de Sousa Pinto, e de Maria Manuel Benedita da Silva Pereira Pinto. Os primeiros da sua vida foram difíceis, dada a morte de sua mãe, quando tinha apenas seis anos, a que se seguiu o pai, que tinha aderido às ideias liberais, ter de se refugiar no estrangeiro.
A sua carreira militar inicia-se cedo quando tendo concluído os estudos elementares ingressou na Academia Real de Marinha, onde se revelou aluno brilhante, recebento logo no primeiro ano do curso o 3.º prémio pecuniário concedido aos melhores alunos.
Logo que lhe foi possível juntou-se ao Exército Libertador, participando na defesa das Linhas de Lisboa em 1833, seguindo com o Exército até Santarém e daí até Évora Monte, onde se firmou a Convenção que pôs termo à Guerra Civil Portuguesa.
Após ter participou na campanha que teve o seu terminus na Convenção de Évora-Monte, Sousa Pinto obteve licença para continuar os seus estudos, concluindo o curso de Artilharia, com 19 anos de idade, sendo promovido a alferes. Terminado este curso completou, seguidamente, o de engenharia militar, que também concluiu com distinção, obtendo vários prémios. Foi colocado em Artilharia, e foi nesta arma que seguiria toda a sua carreira miliatar.
Em 1844, no contexto da Revolta de Torres Novas e Cerco de Almeida, distinguiu-se no cerco de Almeida, sendo por isso agraciado com o grau de cavaleiro da Ordem da Torre e Espada, e a sua ação no combate de Torres Vedras levou a que fosse elevado a oficial da mesma ordem. Tomou parte nas campanhas da Revolta da Maria da Fonte, sempre fiel a causa da rainha D. Maria II. 
Em 1851 fez parte das tropas que se mantiveram fiéis ao rei consorte D. Fernando na disputa com o João Carlos de Saldanha. Nesta contenda Sousa Pinto conservou-se novamente fiel ao partido da rainha, apesar de todas as instâncias e promessa que lhe fizeram para se passar para o partido do marechal Saldanha, acabando derrotado no processo. Com o advento da Regenaração, a partir de 1851 Portugal entrou em período de acalmia, o que permitiu que a carreira militar de Sousa Pinto entrasse numa nova fase, revelando a sua faceta de oficial de Artilharia inteligente e ilustrado.
Em 1856 foi encarregue de dirigir as experiências do transporte e do tiro da nova artilharia que havia sido adquirida para o Exército Português, desempenhando-se de tal forma que foi louvado em Ordem do Exército pelo próprio marechal Saldanha, contra o qual 5 anos antes se batera. Em 1858, foi nomeado ajudante de campo do inspector do Arsenal do Exército, o general Joaquim Guilherme da Costa, passando a chefe de secretaria da inspecção do mesmo arsenal. Em 1863, foi promovido a major do Regimento de Artilharia n.º 1, sendo de seguida nomeado chefe do Estado Maior de Artilharia.
Em 1869 foi promovido a tenente-coronel e nomeado chefe do gabinete do Ministro da Guerra. Manteve-se nessas funções durante os mandatos dos ministros Luís da Silva Maldonado de Eça (6 de setembro a 18 de novembro de 1869), Joaquim Tomás Lobo de Ávila (18 de novembro de 1869	19 de maio de 1870), duque de Saldanha (19 de maio a	29 de agosto de 1870), marquês de Sá da Bandeira (29 de agosto a 29 de outubro de 1870), José Maria de Morais Rego (29 de outubro de 1870	a 13 de setembro de 1871) e de António Maria de Fontes Pereira de Melo (13 de setembro de 1871 a 15 de janeiro de 1872). Ao longo deste tubulento período da política portuguesa, a manutenção de Sousa Pinto no cargo de chefe de gabinete mostra que era vista como um pilar de estabilidade no sistema e um homem de indubitável lealdade. Uma prova da confiança de que era merecedor ocorreu quando na sequência da revolta de 19 de maio de 1870, foi mantido no lugar de chefe do gabinete do ministro, apesar da mudança ministerial imposta pelo pronunciamento.
Em 1873, alegando razões de saúde, retirou-se do cargo de chefe do gabinete ministerial. Foi então nomeado chefe de Repartição dos Estudos Militares, onde serviu até 1876. Neste período publicou um conjunto de artigos sobre matérias militares, afirmando-se como autor de obras daquela temática. Aliás, ao longo da sua carreira Sousa Pinto escreveu várias obras de temas militares e foi sócio-fundador e redactor da Revista Militar durante 37 anos. 
Em 1876 foi promovido a general de brigada e nomeado Director Geral de Artilharia do Exército. Também nesse ano o rei consorte D. Fernando escolheu-o para seu ajudante de campo, lembrando a lealdade que lhe havia sido mantida em 1851, aquando do pronunciamento do Marechal Saldanha. Na digressão que o rei D. Fernando fez por Espanha, França, Suíça e Itália escolheu-o para o acompanhar. Após a morte de D. Fernando, ocorrida a 15 de dezembro de 1885, o rei D. Luís nomeou-o para seu ajudante de campo.
Entretanto, a 6 de março de 1877 foi nomeado Ministro da Guerra de Portugal no 1.º governo do Rotativismo, presidido por António José de Ávila, cargo que só aceitou exercer interinamente, ficando em funções de 5 de março de 1877 a 29 de janeiro de 1878. No final do ano 1877, em 27 de dezembro, Sousa Pinto foi elevado a par do reino, passando a ter assento na Câmara dos Pares. Após terminar as funções de Ministro da Guerra, foi agraciado com o título de ministro e secretário de estado honorário.
Foi promovido a General de divisão em 10 de setembro de 1885.
Foi o 8.º presidente da Sociedade Histórica da Independência de Portugal, em funções entre 22 de janeiro de 1877 e 18 de fevereiro de 1890. Foi um dos fundadores do Grémio Literário de Lisboa em 18 de abril de 1846.
Foi um dos principais dinamizadores da reorganização da Sociedade Portuguesa da Cruz Vermelha realizada em 1887, da qual foi presidente entre (8 de junho de 1887 e 18 de fevereiro de 1890)
Uma sua biografia, com um retrato, foi incluída na obra Histoire générale des hommes vivants et des hommes morts dans le XIXe siècle, obra publicada em Genebra (em 7 volumes, 1860-1882).

## Condecorações e louvores
Entre outras condecorações, recebeu as seguintes:
- Cavaleiro (1844) e oficial da Ordem da Torre e Espada (1846), pelos serviços prestados no Cerco de Almeida (1844) e na campanha de Torres Vedras
- Comendador da Ordem de S. Bento de Avis
- Grã-cruz de Carlos III de Espanha
- Grã-cruz da Ordem de Ernesto Pio de Saxe
- Grã-cruz da Ordem de São Bento de Aviz
- Medalha da Campanha da Liberdade
- Medalhas de ouro de valor militar, bons serviços e de comportamento exemplar.

São numerosos os louvores que recebeu pelos serviços prestados ao longo da sua carreira militar: em 21 de maio de 1844 foi louvado pela maneira como comandou a artilharia no cerco de Almeida; em 15 de março de 1853, pelos seus sentimentos humanitários; em 21 de Outubro de 1856, pelas sábias disposições e bom emprego da força debaixo das suas ordens; na Ordem do Exército n.º 13 de 1857, pela maneira distinta com que desempenhou a comissão de experiência de transporte e tiro; em 25 de maio de 1858, pela boa disciplina das forças debaixo das suas ordens; em 27 de agosto de 1861, pela maneira como exerceu as funções de chefe da Repartição do Exército; em 4 de agosto de 1863, pela maneira como desempenhou o cargo de ajudante de campo; por portaria de 13 de fevereiro de 1868, foi louvado especialmente pela actividade na comissão consultiva sobre aquisição de bocas de fogo; em 13 de janeiro de 1869, pelo zelo que empregou nos trabalhos da comissão encarregada da organização das reservas; em 4 de março do mesmo ano, pelo zelo e inteligência que desenvolveu nos trabalhos da comissão encarregue de escolher o melhor sistema de armamento para o Exército; em 20 de abril de 1870, pela perícia e prontidão empregadas no serviço do armamento das praças marítimas, de que foi encarregado.

## Obras
Entre muitos artigos dispersos pela imprensa periódica, com destaque para a Revista Militar, é autor das seguintes obras:
- Memória sobre artilharia de montanha (1849)
- Memória sobre instrumentos de percussão usados na artilharia (1852)
- Memória sobre a organização da artilharia (1852)
- Memória sobre a praça de Peniche (1858)
- Relatório referido a marcha da artilharia de montanha (1849)
- História da guerra ocorrida em Portugal de 1801 a 1810 (1856)
- A Austeridade; restauração de Leiria (1859)
- O soldado da Santa Cruzada (1860)
- Divagações históricas. Lisboa : Typ. das Horas Romanticas, 1887.